# Follajtár Ernő
Follajtár Ernő, Follajtár Ernő György Lajos (Kispest-Pusztaszentlőrinc, 1908. július 11. – ?) gimnáziumi tanár.

## Élete
Follajtár József és Piroska Gizella fia. 1934-ben szerzett a Pázmány Péter Tudományegyetemen latin-történelem szakos tanári oklevelet, majd a Szociográfiai Intézet munkatársa. 1940-től a budapesti VII. kerületi Kölcsey Ferenc Gimnázium, majd a második világháború után 1946-1957 között a X. kerületi Szent László Gimnázium rendes latin-történelem tanára volt.

## Művei
- 1933 A galgóci háromnyelvű gimnázium. Nemzeti Kultúra I.
- 1934 A zobori bencés apátság története. Nemzeti Kultúra II.
- 1936 Békés vármegye. Budapest. (társszerző)
- 1936 Hevesvármegyei ismertető és adattár. Budapest. (társszerző)
- 1937 Pestszentimre. In: Magyar Városok Monográfiája 21.
- 1939 Községi adattár. In: Abauj-Torna Vármegye. (társszerző)
- 1942 Baranya vármegye eltűnt helységei
- 1990 Nagymágocs - Fejezetek a község történetéből. Nagymágocs.
- Kisujszállás. In: Jász-Nagykun-Szolnok vármegye multja és jelene. (társszerző Gróf Imre)
- A galgóci háromnyelvű gimnázium története